# 白花胡颓子
白花胡颓子（学名：Elaeagnus pallidiflora）为胡颓子科胡颓子属下的一个种。

## 扩展阅读
- 維基物種上的相關：白花胡颓子